# 1846 dans les chemins de fer
Chronologie des chemins de fer
1845 dans les chemins de fer - 1846  - 1847 dans les chemins de fer
années 1864 selon les chiffres sur le mure de la gare

## Évènements
- l'Imprimerie centrale des chemins de fer fondée en 1845 par Napoléon Chaix publie le premier indicateur des trains appelé « le Chaix » en souvenir de son auteur.
- Slovaquie : première ligne ferroviaire entre Bratislava et Trnava.
- Hongrie : ligne de chemin de fer entre Budapest et Vác.

### Janvier
- 7 janvier, France, Paris : achèvement de la gare du Nord. La ligne de chemin de fer du Nord est inaugurée le 14 juin.

### Février
- 18 février.  France :   Ernest Goüin crée aux Batignolles la société en commandite par actions Ernest Goüin et Cie[1], un atelier de construction de locomotives à vapeur pour la Compagnie des chemins de fer du Nord.

### Avril
- 24 avril.  France :   ordonnance royale portant autorisation de la Compagnie du chemin de fer de Creil à Saint-Quentin.

### Juin
- 1er juin : la locomotive « Great Western » atteint la vitesse record de 108 km/h entre Londres et Didcot[2]
- 7 juin.  France :   ouverture de la ligne de Paris à Orsay, origine de la ligne de Sceaux, par la Compagnie de Paris à Orsay dirigée par Jean-Claude-Républicain Arnoux inventeur du système ferroviaire dit Arnoux.
- 20 juin.  France :   ouverture par la Compagnie des chemins de fer du Nord de la ligne Paris - Lille : le tracé, modifié depuis, passait par Épluches entre Saint-Denis et Creil.
- 21 juin : loi d'établissement du chemin de fer de Dijon sur Mulhouse avec embranchements.
  - Loi sur le développements du réseau de l'Ouest.

### Juillet
- 8 juillet.  France :   déraillement d'un train sur la ligne Paris-Lille à hauteur d'un remblai de la vallée de la Scarpe à Fampoux. Des wagons tombent dans les marais : 14 morts.
- 11 juillet.  France :   ouverture de la nouvelle gare de Strasbourg.

### Septembre
- 11 septembre.  Belgique :   création de la société anonyme dénommée Grande compagnie du Luxembourg, autorisée par l'arrêté du 1er octobre 1846[3], publié dans le moniteur du 10 octobre 1846, signé par le roi Léopold Ier de Belgique.
- 24 septembre.  France :   ordonnance royale portant autorisation de la Compagnie du chemin de fer de Bordeaux à Cette.